# Aculco
Aculco (del nàhuatl, que vol dir «lloc de sota l'aigua») és un municipi de l'estat de Mèxic. Aculco de Espinoza és el cap de municipi i principal centre de població d'aquesta municipalitat. Aquest municipi és a la part nord-occidental de l'estat de Mèxic. Limita al nord amb els municipis de Polotitlán, al sud amb Acambay, a l'oest amb estat de Querétaro i a l'est amb Jilotepec.

## Política i govern

### Alcaldes
|  | - Salvador del Río (2012-2015) - Aurora González Ledezma (2016-) |